# Alino, Sofia
Alino (în bulgară Алино) este un sat în comuna Samokov, regiunea Sofia,  Bulgaria. 

## Demografie
Componența etnică a satului Alino
     Bulgari (97,41%)
     Nicio identificare (1,1%)
     Altele (1,47%)
La recensământul din 2011, populația satului Alino era de 271 locuitori. Din punct de vedere etnic, majoritatea locuitorilor (97,41%) erau bulgari. Pentru 1,1% din locuitori nu este cunoscută apartenența etnică.